# 石組
石組（いしぐみ、いわぐみ）岩組（いわぐみ）は、石や岩を組んで構築すること及びその構築物。通常は日本庭園に自然岩石を組み合わせて配置すること。また、その配置。石立て。石配りのことであるが、言葉としては、石造の建物や橋梁などの構造物、考古学で発掘された遺跡などの石組構造などでも使用される。

## 解説
無造作に据えられているように見える石にも、 自然風景、不老不死、禅の世界など、さまざまな意味が込められていることがある。
特殊な例も含まれているが、林学博士の上原敬二によると、石組には次のような組み方があるという。
- 蓬菜石：大小2石を主に使う方法。 大徳寺方丈や霊山観音に例がある。
- 末広：2石を上方で開くように据えた形のもの。 石の組み方の原則からすると特例。
- 合掌：左右から持ち合うように2石を立てる形式。
- 重ね：石をやや水平に上下に重ねるやり方。上下に大きさ、傾斜、出入りの変化を見せる。
- 並べ：2石を並べて据える形式
- 十文字：食い違いの一種。一層甚だしい例。きわめて特殊。
- 食い違い：2石を左右から食い違うように配列するもの。
- のしかけ：1石の上に他の1石を乗りかかるように据える。
- 段違い：石の大きさを変え、奥へと進むほど後方のものが高くなる。
- 前つけ：大きい石のななめ前方に小さい石を配する方法。
- 斜め立て：石を斜めに使う。

### 三尊石組
3つの石が据えられた様子が阿弥陀三尊薬師三尊などの仏像の安置形態に似ているため、3石組のことを三尊石組と表現することがある。 必ずしも仏の姿を象徴したものではなく、二尊と三石をかけただけであるが、3という数は、デザイン上バランスがとりやすい数字でもあり、最も象徴性を持たせたい石を中心に据え、その左右に脇石を据えることによって 安定した石組表現が成立する。5、7の奇数の組み合わせもバランスがとりやすいため多用されるが、それらの中心となるのはあくまでも3であり、山岳の風景も、これらの組み合わせを連続させることで表現されている。

### 蓬莱石組
中国では、不老不死の仙人が住む宝の山、蓬莱島の伝説があり、そのを表現したのが蓬莱石組で、この表現がいつから日本庭園に定着したのかは定かではないが、明確な蓬莱石組が現れるのは鎌倉時代以降である。不老不死の蓬莱島は憧れの存在で、主石となる蓬莱山の 石は鋭い形の石が立てられるなど、近寄りがたい厳しい石組表現としている。

### 鶴と亀
鶴は千年、亀は万年の言葉通り、長生きの象徴として鶴や亀の姿に似せて石が組まれることがある。
金地院(京都府京都市)の鶴亀の庭には
大きな鶴島があり、鶴の丸みを帯びた胴体を築山で表現し、羽石は三尊石組の形式になっており、首を突き出して飛び立つさまを見事に表現している。同じく金地院にある亀島は亀の頭、脚、亀甲、尾がすべて据えられている。全体に低く、ゆったりと泳ぐ姿が表現され、上部には老木のビャクシンが植えられ不老不死の世界観を表している。

## 護岸石組
園池や流れなどの水ぎわに組まれる石組は護岸石組 ごがんいしぐみ　stone shore edging　という。岸の崩れを防ぐのが本来の役割であるが、庭園の景色としても重要な役割を持つ。枯山水でも用いて、枯池や枯流れなど象徴的な水面の境界を示す。飛鳥京跡苑池遺構や石神遺跡庭園遺構に見られるような飛鳥時代の護岸石積は、ふつう護岸石組とは呼ばない。連続的なき岸石組は、鳥羽離宮庭園の田中殿跡や平安京内の江戸時代初頭に築造された二条城二の丸庭園は、色彩豊かな大石を用いた豪壮華麗な岸石組で知られる。

## 和風アクアリウムの世界

### 石組風

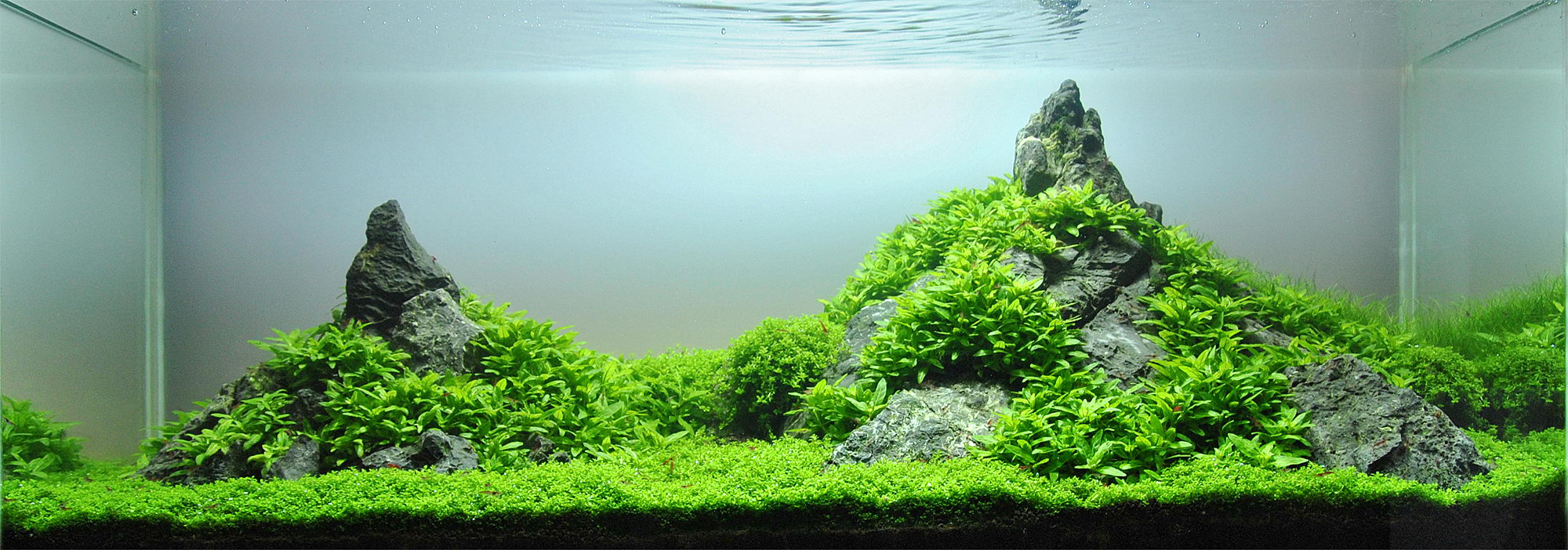
右に大石石がある岩組風の水景

アクアリウムでの岩組（石組）スタイルは、自然スタイルの特定のサブタイプであり、 Iwagumi（岩組） という用語自体は日本の「岩層」から来ており、石が主役を演じるレイアウトを指す  。岩組様式では、それぞれの石は名前と特定の役割を持っている  。岩石はアクアスケープの骨のある構造を提供し、典型的な幾何学的形状は3つの主要な石と1つの大きな石と2つの他の小さな石とのデザインを採用している  。Oyaishi（親石）  、または主石は、タンクの中心からわずかにずれて配置されており、 Soeishi（添石） または石を伴うFukuseki（副石）など、近接してグループ化され、または二次石を位の位置に配置している 。 大石の非対称配置によって主に決定されるディスプレイ焦点の位置は重要であると考えられ、 ピタゴラスのチューニングを反映する比率に従っている 。